# Wordgrinder
WordGrinder est un logiciel libre de traitement de texte, léger et minimaliste, en terminal. Il a été conçu pour permettre la rédaction de textes, sans perturbation par des logiciels ou notifications en arrière plan. Il fonctionne sous Macos, Linux, Windows et BSD.

## Fonctionnement
Sa première version date de 2007. Depuis la v0.7, le logiciel enregistre sous forme de fichier texte avec les options et styles du document. Les versions précédent la v0.7 se contentaient d'un fichier binaire pour enregistrer le travail. Le logiciel peut à la fois tourner en terminal, ou à travers une fenêtre de terminal dans un environnement Xorg. Il peut sauvegarder la rédaction au format HTML, en OpenDocument (ODF) ou en LaTex.

## Utilisations notables
Alexandre Astier a confirmé se servir de WordGrinder, sur son RasberryPi, avec la disposition clavier Bépo.